# Švihov (okres Rakovník)
Švihov (Duits: Schmihof) is een Tsjechische gemeente in de regio Midden-Bohemen en maakt deel uit van het district Rakovník. Het dorp ligt op 12 km afstand van de stad Rakovník.
Švihov telt 57 inwoners.

## Geschiedenis
De eerste schriftelijke vermelding van het dorp dateert van 1405.

## Verkeer en vervoer

### Autowegen
De weg II/228 loopt door de gemeente en verbindt Švihov met Rakovník enerzijds en Jesenice anderzijds.

### Spoorlijnen
Station Švihov u Jesenice ligt aan spoorlijn 161 Rakovník - Bečov nad Teplou. De lijn is een enkelsporige regionale lijn waarop het vervoer in 
Op werkdagen halteert er 14 keer per dag een trein; in het weekend 8 keer per dag.

### Buslijnen
Er halteert op werkdagen 5 keer per dag een buslijn Rakovník - Jesenice - Žďár in het dorp (vervoerder: Transdev Střední Čechy).

## Galerij

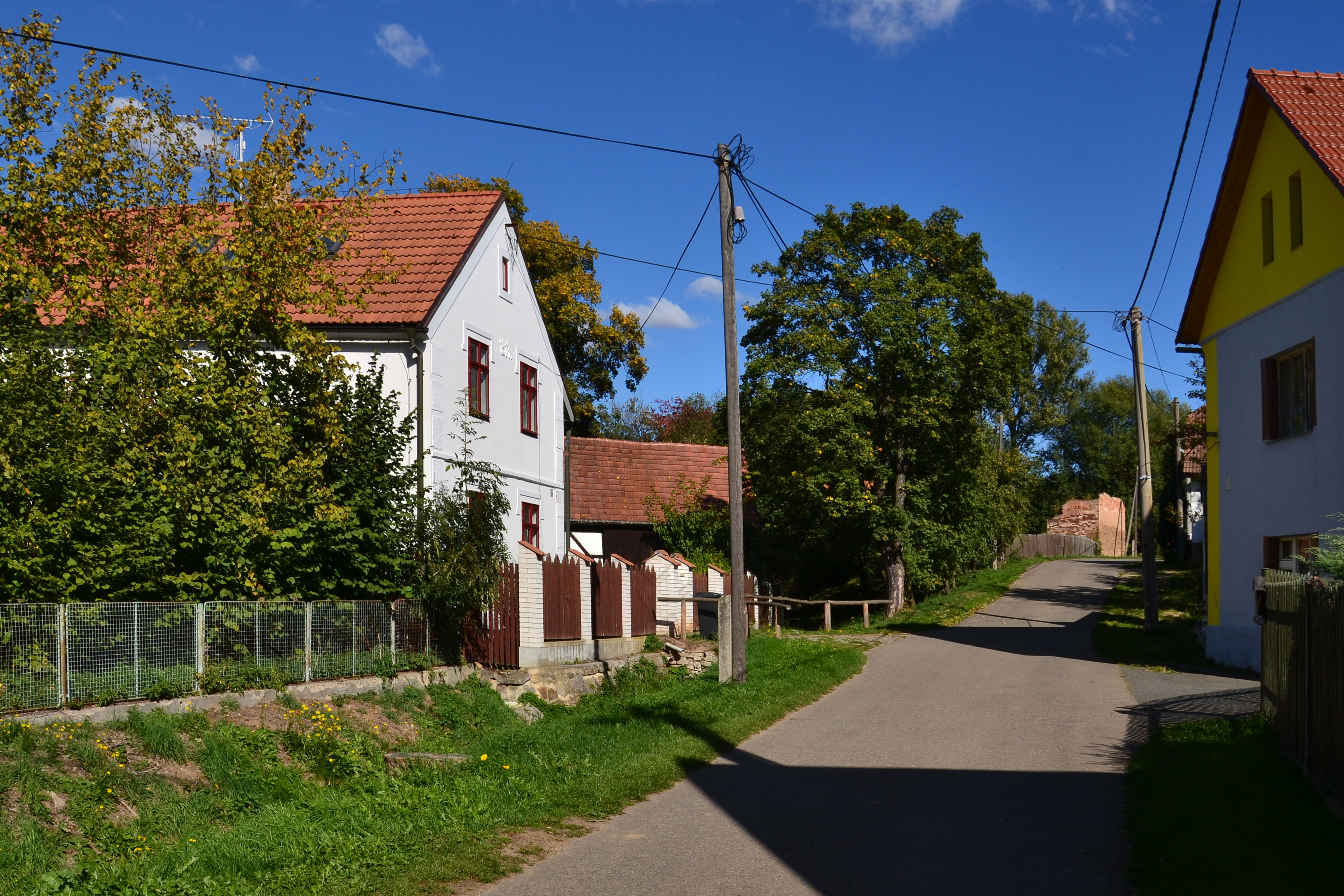
Huizen aan de weg naar Kolešovice
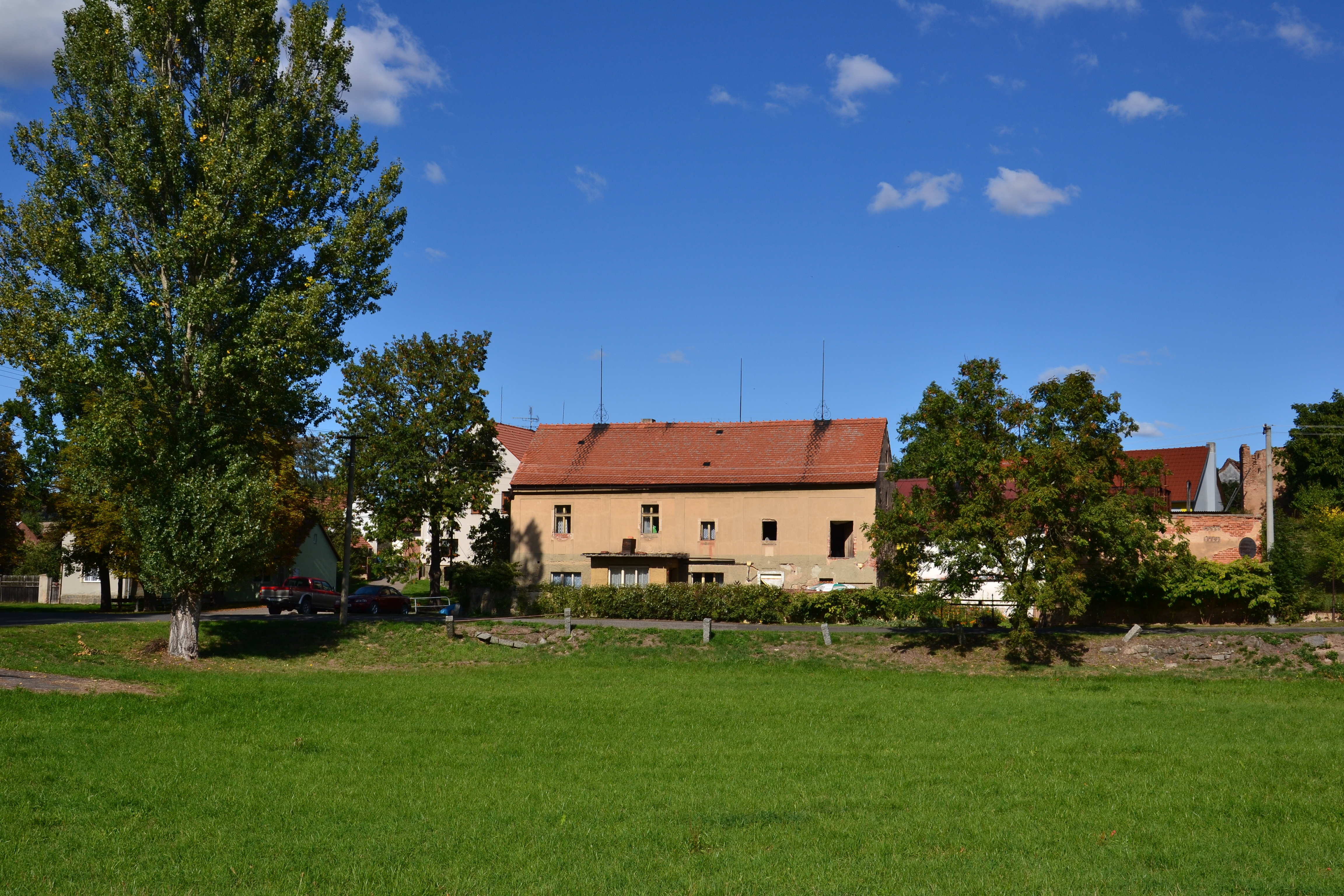
Huizen aan de noorkant van het dorp